# Bukuruhavas
Bukuruhavas (románul: Bucuru), település Romániában, Erdélyben, Fehér megyében.

## Fekvése
Szászvárostól keletre, Kudzsirtól délre fekvő település.

## Története
Bukuruhavas nevét 1913-ban említették először, mint Kudzsir tartozékát.